# Шалкау (Сибињ)
Шалкау (рум. Șalcău) насеље је у Румунији у округу Сибињ у општини Михаилени. Oпштина се налази на надморској висини од 458 m.

## Становништво
Према подацима из 2002. године у насељу је живело 116 становника, од којих су сви румунске националности.